# Fejervarya limnocharis
Fejervarya limnocharis é uma espécie de anfíbio anuro da família Dicroglossidae. É considerada pouco preocupante pela Lista Vermelha da UICN. Está presente em Bangladesh, Brunei, Cambodja, China, Guam, Hong Kong, Índia, Indonésia, Japão, Laos, Macau, Malásia, Myanmar, Nepal, Paquistão, Filipinas, Singapura, Sri Lanka, Taiwan, Tailândia, Vietnam. Foi introduzida em Guam.